# Список пусковых участков и новых станций Самарского метрополитена

В этом списке приводятся все пусковые участки новых перегонов и/или новых станций Самарского метрополитена. Указаны только построенные участки, без строящихся и проектируемых. 
| Линия | Участок                  | Дата            | Станций | Длина (км) | Станций всего | Длина всего | Примечания |
| ----- | ------------------------ | --------------- | ------- | ---------- | ------------- | ----------- | --- |
| 1     | Юнгородок — Победа       | 26 декабря 1987 | 4       | 4,5        | 4             | 4,5         | |
| 1     | Победа — Советская       | 31 декабря 1992 | 1       | 1,6        | 5             | 6,1         | |
| 1     | Советская — Спортивная   | 25 марта 1993   | 1       | 1,4        | 6             | 7,5         | |
| 1     | Спортивная — Гагаринская | 26 декабря 1993 | 1       | 1,5        | 7             | 9,0         | |
| 1     | Гагаринская — Московская | 27 декабря 2002 | 1       | 1,3        | 8             | 10,3        | |
| 1     | Московская — Российская  | 26 декабря 2007 | 1       | 1,1        | 9             | 11,4        | |
| 1     | Российская — Алабинская  | 1 февраля 2015  | 1       | 1,3        | 10            | 12,7        | 26 декабря 2014 года прошёл первый поезд с руководством Самарской области; Для постоянного движения открыта 1 февраля 2015 года |